# Colapsul societății
Colapsul societății (sau declinul civilizației) include atât eșecurile sociale în general destul de abrupte caracteristice unor formațiuni statale în declin, cum ar fi cea a civilizației maya, precum și scăderea mai lină în cazul unor superputeri ca Imperiul Roman, în Europa de Vest, sau dinastia Han, în Asia de Est. Subiectul general apare în antropologie, istorie, sociologie, politică și în alte domenii, și, mai recent, în știința sistemelor complexe.
În știința sistemelor complexe se referă la structurile organizatorice ale societăților și se studiază motivele care împiedică societățile să se adapteze la schimbare. Un simplu exemplu este colapsul Uniunii Sovietice. Dispariția bruscă a unei super-puteri globale în cursul a câteva luni, fără niciun atac, a fost cauzată evident de anumite schimbări structurale în sistemul său complex intern. 

## Cauzele colapsului

O hartă a colapsului din epoca bronzului

Factorii comuni care pot contribui la colapsul societății sunt economici, ecologici, sociali și culturali și perturbări într-un domeniu, uneori în cascadă în altele. În unele cazuri, un dezastru natural (de exemplu, tsunami, cutremur, incendiu masiv sau schimbări climatice) poate precipita un colaps. Alți factori, cum ar fi o catastrofă malthusiană, suprapopularea sau epuizarea resurselor, ar putea fi cauza proximală a colapsului. Inechitatea semnificativă se poate combina cu lipsa de loialitate față de instituțiile politice instituite și poate conduce la o clasă inferioară oprimată care se ridică și captează puterea unei elite mai bogate într-o revoluție. Diversitatea formelor pe care societățile le evoluează corespunde diversității în eșecurile lor. Jared Diamond sugerează că și societățile s-au prăbușit prin defrișări, pierderea fertilității solului, restricționarea comerțului și/sau creșterea violenței endemice.

## Populația dinamică
În studiul general al schimbărilor culturale și dinamicii populației, un întreg sistem afișează schimbări complexe ale ecosistemului. Adaptabilitatea organizațională se referă la diversitatea organizațională.
Câteva trăsături cheie ale colapsului societății umane pot fi legate de dinamica populației. De exemplu, populația nativă din Cusco, Peru, în timpul cuceririi spaniole, a fost subliniată de un dezechilibru în raportul de sex între bărbați și femei.

## Legături externe
- Collection of articles based on Societal collapse scenarios
- Society could collapse within a decade, ‘mathematical historian’ predicts. News.com.au. 5 ianuarie 2017.